# Vlad Pohilă
Vlad Pohilă (semna uneori ca Vladimir Prisăcaru; ( n. 6 aprilie 1953, Putinești, raionul Florești, RSS Moldovenească, URSS – d. 15 mai 2020, Chișinău, Republica Moldova) a fost un scriitor, publicist, redactor de carte și traducător român basarabean.

## Biografie
S-a născut la 6 aprilie 1953, în comuna Putinești, raionul Florești, în familia țăranilor Ion Pohilă și Ileana (născută Prisăcaru), fiind al șaptelea în familia cu nouă copii.
A fost licențiat al secției de ziaristică din cadrul Facultății de Litere a Universității de Stat din Moldova (1975). A urmat la Moscova cursuri de muzeistică și studiul artelor (1976) și a făcut studii de doctorat în lingvistică la Institutul de limbă și literatură al Academiei de Științe din Chișinău (1983-1987). 
Debutează cu articole fiind elev, în ziarul raional Drapelul roșu din Florești (1968). Ca student începe a tipări articole în ziarul USM (1971), apoi în ziarele Viața satului și Tinerimea Moldovei (1973-1974). Face emisiuni muzicale și literare la Radio Chișinău între anii 1974-1975. 
Între 1975 și 1981 a lucrat ca ghid și interpret în turism, specializat pe marile muzee de arte din Moscova și Leningrad (Sankt-Petersburg) in cadrul agenției unionale "Inturist",căreia unele surse de informație rusești din anii 90 i- au imputat colaborare cu KGB. În această perioadă, pe lângă rusă și franceză, a studiat unele limbi slave (bulgară, sârbă, croată, polonă, cehă) și baltice (lituaniană, letonă), precum și culturile acestor popoare.
Ca ziarist, a lucrat la publicațiile periodice „Noutăți editoriale”, buletinul Comitetului de Stat pentru edituri, poligrafie și comerțul cu cărți (1981-1983), revistele „Limba și literatura moldovenească” (1987-1990; ulterior - „Revistă de lingvistică și știință literară”) și „Glasul” (1989-1995; ulterior – „Glasul Națiunii”), participând, în 1989, la tipărirea primelor numere, în condiții de clandestinitate, la Riga (Letonia) și la Vilnius (Lituania). A fost redactor (din 1995), apoi redactor-șef  (1998-2001) al săptămânalului „Mesagerul”; redactor la revista „Viața Basarabiei” (2001-2002) și redactor-șef adjunct la revista „Limba Română” (2002-2003). Din 2003 a fost redactor-șef al revistei de biblioteconomie și științe ale comunicării BiblioPolis, editată de Biblioteca Municipală B. P. Hasdeu. Din 1997 a fost redactor, iar din 1998 redactor și coautor la Calendar Național. Din 2006 a fost redactor la revista „Tyragetia” a Muzeului Național de Istorie a Moldovei.
A colaborat la diferite ziare și reviste de limba română din Chișinău: „Tinerimea Moldovei”, „Viața satului”, „Literatura și arta”, „Țara”, „Flux”, „Timpul”, „Jurnal de Chișinău” etc.; respectiv „Moldova”, „Femeia Moldovei”, „Nistru” (ulterior „Basarabia”), „Orizontul” („Columna”), „Viața Basarabiei”, „Clipa siderală” ș.a. Publică în periodice de la București („România Liberă”, „Flacăra”, „Luceafărul”), Iași („24 de ore”, „Cronica”, „Convorbiri literare”), Cernăuți („Zorile Bucovinei”, „Concordia”, „Plai românesc”, „Septentrion literar”), la publicații ale diasporelor românești din Germania, Franța, Canada, SUA, Australia etc. De asemenea, a contribuit la unele reviste literare și culturale electronice („Luceafărul românesc”, „Monitor cultural”, „Tiuk!”, „Vocea Basarabiei” ș.a.). A avut colaborări cu Radio Național al Moldovei (până în anul 2002), Radio Antena C (până în 2007), Radio Vocea Basarabiei, Radio România Actualități, Radio România Internațional, BBC; TV Moldova, Euro TV etc.
S-a impus ca autor de articole pe teme culturale (literatură, artă, învățământ, starea limbii române în R. Moldova, sociolingvistică, etnologie ș.a.), prin articole și emisiuni radiofonice de cultivarea limbii. A cultivat interviul, cronica literară, eseul, semnând numeroase materiale (inclusiv prefețe și postfețe) consacrate unor personalități marcante ale spiritualității naționale (Mihai Eminescu, Nicolae Iorga, Mihail Sadoveanu, Mircea Vulcănescu, Marin Preda, Nichita Stănescu, Aureliu Busuioc, Ion Druță, Igor Crețu, Mihai Cimpoi; lingviștii Sextil Pușcariu, Eugeniu Coșeriu, Mioara Avram, S. Berejan; oamenii de artă Constantin Brâncuși, Maria Tănase, Maria Cebotari, George Enescu, Eugen Doga ș.a.) și ale celei universale (F. Dostoievski, K.-M. Ciurlionis, Lilli Promet, K. Paustovski, A. Camus, Ivo Andric, G. G. Marquez, alți zeci de scriitori-laureați ai Premiului Nobel).
Editorial, a debutat cu studiul Nume proprii din alte limbi în context moldovenesc (1988), urmat de alte lucrări ce au ca obiect de preocuparea corectitudinea limbii române: Să citim, să scriem cu litere latine (1989), Grafia latină pentru toți (1990). În 1998 a tipărit Mic dicționar de nume proprii străine, reeditat în câteva rânduri, a fost unul dintre autorii Dicționarului de greșeli (ed. ARC, 1998).
A tradus peste 20 de cărți de artă și ghiduri ale unor localități din Republica Moldova; la fel, a tradus proză scurtă, eseuri și poezii din mai multe limbi, precum și câteva romane: Torentul negru de L. Buczkowski (1986, din polonă), Domnul Ține-mi Umbrela de I. Milev (1987, din bulgară), Viața lui Omar Khayyam de frații K. și Ș. Sultanov (1989, din rusă), Cine răspândește anecdote de scriitoarea estonă Lilli Promet (2008).
A redactat circa 100 de manuscrise - viitoare cărți de literatură artistică. A fost redactor și/sau autor, uneori și traducător la surse de referință precum Dicționar enciclopedic moldovenesc (DEM, 1989); enciclopediile Chișinău (1996), Femei din Moldova (2000), Dicționarul universal al limbii române de L. Șăineanu (1998); Dicționar rus-român (2000), Dicționar explicativ ilustrat al limbii române - DEXI (2007).
A fost redactor sau lector a peste 30 de bibliografii și biobibliografii, alte zeci de cărți – de beletristică, arte, istorie, literatură didactică și pedagogică, juridică, monografii ale unor localități din R. Moldova și din România.
În 1989, a ținut cursuri de ortografie a limbii române pentru profesorii din diferite sate și orașe ale Republicii, precum și din nordul Bucovinei (reg. Cernăuți). A predat cursuri de limbă română la Universitatea de Stat „Ion Creangă” (1995-1997), de stilistică și cultivarea limbii la Universitatea Liberă Internațională din Moldova (2004-2005).
Activitatea lui Vlad Pohilă a fost notată de Grigore Vieru: „Un remarcabil lingvist, dar și strălucit publicist este Vlad Pohilă, care s-a ascuns în adâncul unei modestii rar întâlnită la noi”.
Vlad Pohilă a fost membru al următoarelor structuri:
- Uniunea Scriitorilor din Moldova (din 1990)
- Consiliul Uniunii Scriitorilor din Moldova (din 2007)
- Comisia Națională pentru onomastică de pe lângă Ministerul Educației al R. Moldova
- Consiliul științific al BM „B.P. Hasdeu”
- colegiile de redacție ale revistelor „Monitor cultural” din București și „Tyragetia” din Chișinău.

Pohilă a fost prezent în topurile „Cei mai buni ziariști din R. Moldova„ din 2000 și 2003. Are un fișier biobibliografic în repertoriul (catalogul) internațional Who’s who în traducere și terminologie editat de Uniunea Latină (2002). A fost laureat al săptămânalului „Literatura și arta” – pentru publicistică (2003) și pentru știință (2007).

### Premii și distincții
Vlad Pohilă a primit următoarele distincții::
- Diploma de Excelență a BM „B.P. Hasdeu” (2007)
- Diploma de excelență a Direcției Cultură a municipiului Chișinău (2009)
- Laureat al Galei Timpului 2008 - Diploma de Excelență a ziarului Timpul
- Diploma Salonului Internațional de carte la categoria Eseu (2008)
- Premiul Uniunii Scriitorilor din Moldova la compartimentul Eseu, pentru cartea Și totuși, limba română (2009)
- Cetățean de onoare al satului Șoimărești, comuna Drăgănești, județul Neamț, România (2006)
- Diploma „Ordinul ziariștilor”, clasa I (aur), „Pentru competență în activitatea jurnalistică”, acordată de Uniunea Ziariștilor Profesioniști din România (august 2009).

### Lista de pseudonime
Comentator, Cronicar, Lector, Literator, „M”, Observator, Observator „M”, P. Albu, P. Vlad, P.V., Redactorul, Rep. „M”, Reporter, S.N., V.P., V. Prisăcaru, V. Putinișteanu, V. Ureche, V.I.P., Val Ionescu, Vl. Prisăcaru, Vl. Negureneanu, Vlad Prisăcaru.

## Citate
„De ce mi-e drag Vlad Pohilă? Pentru că ceea ce scrie este temeinic și se reazemă pe o solidă cultură – dovadă că o personalitate nu se poate afirma în afara unei riguroase pregătiri culturale, dar nici în afara scânteii divine pe care, înainte de a purcede pe calea cunoașterii, e necesar ca Dumnezeu să ți-o fi pus în piept la naștere.”—Grigore Vieru
„Privind retrospectiv la tot ce a făcut Vlad Pohilă în zbuciumata lui viață, putem afirma cu certitudine că axa principală în toate câte le-a realizat a fost iubirea de neam.”—Ana Bantoș
„Vlad Pohilă a fost un intelectual desăvârșit, un adevărat cavaler loial și protector al demnității cuvântului scris și rostit. Pentru el, scrisul nu a fost niciodată o rutină a profesiei de publicist: se apropia de cuvinte cu o grijă și înțelepciune părintească instinctivă, preocupat de a le păstra rostul și frumusețea predestinată.”—Sergiu Petru Palii